# Übersicht der Listen der Naturdenkmale im Rhein-Hunsrück-Kreis
Die Übersicht der Listen der Naturdenkmale im Rhein-Hunsrück-Kreis nennt die Listen und die Anzahl der Naturdenkmale in den Städten und Gemeinden im rheinland-pfälzischen Rhein-Hunsrück-Kreis. Die Listen enthalten 127 im Landschaftsinformationssystem der Naturschutzverwaltung Rheinland-Pfalz verzeichnete Naturdenkmale.

## Boppard
In der verbandsfreien Stadt Boppard sind 10 Naturdenkmale verzeichnet.

## Verbandsgemeinde Hunsrück-Mittelrhein
In den 33 verbandsangehörigen Gemeinden der Verbandsgemeinde Hunsrück-Mittelrhein sind insgesamt 18 Naturdenkmale verzeichnet.
| Ort          | Naturdenkmalliste                               | Gesamtanzahl Naturdenkmale |
| ------------ | ----------------------------------------------- | -------------------------- |
| Badenhard    | Liste der Naturdenkmale in Badenhard            | 1                          |
| Damscheid    | Liste der Naturdenkmale in Damscheid            | 3                          |
| Emmelshausen | Liste der Naturdenkmale in Emmelshausen         | 1                          |
| Leiningen    | Liste der Naturdenkmale in Leiningen (Hunsrück) | 1                          |
| Morshausen   | Liste der Naturdenkmale in Morshausen           | 1                          |
| Perscheid    | Liste der Naturdenkmale in Perscheid            | 2                          |
| Sankt Goar   | Liste der Naturdenkmale in Sankt Goar           | 6                          |
| Utzenhain    | Liste der Naturdenkmale in Utzenhain            | 1                          |
| Wiebelsheim  | Liste der Naturdenkmale in Wiebelsheim          | 2                          |

In Beulich, Bickenbach, Birkheim, Dörth, Gondershausen, Halsenbach, Hausbay, Hungenroth, Karbach, Kratzenburg, Laudert, Lingerhahn, Maisborn, Mermuth, Mühlpfad, Ney, Niederburg, Niedert, Norath, Oberwesel, Pfalzfeld, Schwall, Thörlingen und Urbar sind keine Naturdenkmale verzeichnet.

## Verbandsgemeinde Kastellaun
In den 19 verbandsangehörigen Gemeinden der Verbandsgemeinde Kastellaun sind insgesamt 19 Naturdenkmale verzeichnet.
| Ort             | Naturdenkmalliste                                      | Gesamtanzahl Naturdenkmale |
| --------------- | ------------------------------------------------------ | -------------------------- |
| Bell (Hunsrück) | Liste der Naturdenkmale in Bell (Hunsrück)             | 3                          |
| Beltheim        | Liste der Naturdenkmale in Beltheim                    | 4                          |
| Braunshorn      | Liste der Naturdenkmale in Braunshorn                  | 2                          |
| Buch            | Liste der Naturdenkmale in Buch (Hunsrück)             | 4                          |
| Gödenroth       | Liste der Naturdenkmale in Gödenroth                   | 1                          |
| Kastellaun      | Liste der Naturdenkmale in Kastellaun                  | 2                          |
| Mastershausen   | Liste der Naturdenkmale in Mastershausen               | 1                          |
| Roth            | Liste der Naturdenkmale in Roth (Rhein-Hunsrück-Kreis) | 1                          |
| Zilshausen      | Liste der Naturdenkmale in Zilshausen                  | 1                          |

In Alterkülz, Dommershausen, Hasselbach, Hollnich, Korweiler, Lahr, Michelbach, Mörsdorf, Spesenroth und Uhler sind keine Naturdenkmale verzeichnet.

## Verbandsgemeinde Kirchberg (Hunsrück)
In den 40 verbandsangehörigen Gemeinden der Verbandsgemeinde Kirchberg (Hunsrück) sind insgesamt 32 Naturdenkmale verzeichnet.
| Ort           | Naturdenkmalliste                                | Gesamtanzahl Naturdenkmale |
| ------------- | ------------------------------------------------ | -------------------------- |
| Belg          | Liste der Naturdenkmale in Belg                  | 1                          |
| Büchenbeuren  | Liste der Naturdenkmale in Büchenbeuren          | 1                          |
| Dill          | Liste der Naturdenkmale in Dill                  | 1                          |
| Hahn          | Liste der Naturdenkmale in Hahn (Hunsrück)       | 1                          |
| Henau         | Liste der Naturdenkmale in Henau (Hunsrück)      | 1                          |
| Hirschfeld    | Liste der Naturdenkmale in Hirschfeld (Hunsrück) | 1                          |
| Laufersweiler | Liste der Naturdenkmale in Laufersweiler         | 3                          |
| Maitzborn     | Liste der Naturdenkmale in Maitzborn             | 3                          |
| Niedersohren  | Liste der Naturdenkmale in Niedersohren          | 1                          |
| Raversbeuren  | Liste der Naturdenkmale in Raversbeuren          | 2                          |
| Reckershausen | Liste der Naturdenkmale in Reckershausen         | 4                          |
| Rödelhausen   | Liste der Naturdenkmale in Rödelhausen           | 1                          |
| Rohrbach      | Liste der Naturdenkmale in Rohrbach (Hunsrück)   | 1                          |
| Schlierschied | Liste der Naturdenkmale in Schlierschied         | 4                          |
| Sohrschied    | Liste der Naturdenkmale in Sohrschied            | 1                          |
| Wahlenau      | Liste der Naturdenkmale in Wahlenau              | 1                          |
| Womrath       | Liste der Naturdenkmale in Womrath               | 4                          |
| Woppenroth    | Liste der Naturdenkmale in Woppenroth            | 1                          |

In Bärenbach, Dickenschied, Dillendorf, Gehlweiler, Gemünden, Hecken, Heinzenbach, Kappel, Kirchberg (Hunsrück), Kludenbach, Lautzenhausen, Lindenschied, Metzenhausen, Nieder Kostenz, Niederweiler, Ober Kostenz, Rödern, Schwarzen, Sohren, Todenroth, Unzenberg und Würrich sind keine Naturdenkmale verzeichnet.

## Verbandsgemeinde Simmern-Rheinböllen
In den 44 verbandsangehörigen Gemeinden der Verbandsgemeinde Simmern-Rheinböllen sind insgesamt 48 Naturdenkmale verzeichnet.
| Ort               | Naturdenkmalliste                                | Gesamtanzahl Naturdenkmale |
| ----------------- | ------------------------------------------------ | -------------------------- |
| Altweidelbach     | Liste der Naturdenkmale in Altweidelbach         | 3                          |
| Argenthal         | Liste der Naturdenkmale in Argenthal             | 5                          |
| Ellern (Hunsrück) | Liste der Naturdenkmale in Ellern (Hunsrück)     | 4                          |
| Erbach            | Liste der Naturdenkmale in Erbach (Hunsrück)     | 1                          |
| Holzbach          | Liste der Naturdenkmale in Holzbach              | 5                          |
| Keidelheim        | Liste der Naturdenkmale in Keidelheim            | 4                          |
| Klosterkumbd      | Liste der Naturdenkmale in Klosterkumbd          | 1                          |
| Külz (Hunsrück)   | Liste der Naturdenkmale in Külz (Hunsrück)       | 1                          |
| Mengerschied      | Liste der Naturdenkmale in Mengerschied          | 4                          |
| Mörschbach        | Liste der Naturdenkmale in Mörschbach            | 2                          |
| Nannhausen        | Liste der Naturdenkmale in Nannhausen            | 3                          |
| Niederkumbd       | Liste der Naturdenkmale in Niederkumbd           | 1                          |
| Ohlweiler         | Liste der Naturdenkmale in Ohlweiler             | 1                          |
| Pleizenhausen     | Liste der Naturdenkmale in Pleizenhausen         | 2                          |
| Ravengiersburg    | Liste der Naturdenkmale in Ravengiersburg        | 1                          |
| Rheinböllen       | Liste der Naturdenkmale in Rheinböllen           | 4                          |
| Sargenroth        | Liste der Naturdenkmale in Sargenroth            | 1                          |
| Simmern/Hunsrück  | Liste der Naturdenkmale in Simmern/Hunsrück      | 3                          |
| Tiefenbach        | Liste der Naturdenkmale in Tiefenbach (Hunsrück) | 1                          |
| Wüschheim         | Liste der Naturdenkmale in Wüschheim (Hunsrück)  | 1                          |

In Belgweiler, Benzweiler, Bergenhausen, Biebern, Bubach, Budenbach, Dichtelbach, Fronhofen, Horn, Kisselbach, Kümbdchen, Laubach, Liebshausen, Mutterschied, Neuerkirch, Oppertshausen, Rayerschied, Reich, Riegenroth, Riesweiler, Schnorbach, Schönborn, Steinbach und Wahlbach sind keine Naturdenkmale verzeichnet.